# Eichenwickler
Der Eichenwickler (Tortrix viridana) ist ein Schmetterling (Nachtfalter) aus der Familie der Wickler (Tortricidae).

## Beschreibung
Die Falter erreichen eine Flügelspannweite von 16 bis 24 Millimetern. Ihre Vorderflügel sind grasgrün bis blassgrün und typisch für die Familie, am hinteren Ende eckig zulaufend. An den Flügelenden schließt ein weißer fransiger Saum ab. Ihre Hinterflügel sind hellgrau und haben ebenfalls einen weißen Saum. Der Kopf ist gelblich, die Brust grün und der Hinterleib grau.
Die jungen Raupen sind ockergrau bis graubeige gefärbt und haben dunkle Köpfe. Die älteren Tiere sind graugrün. Die Larven durchleben fünf Wachstumsstadien.
Die Eier sind kugelrund und ca. 0,7 Millimeter breit. Sie sind anfangs hellgelb und färben sich später braun.

## Ähnliche Arten
- Weiden-Kahneule (Earias clorana)

## Vorkommen
Die Tiere kommen im gesamten westlichen paläarktischen Verbreitungsgebiet der Eiche (Quercus spec.) vor. Sie leben in Laub- und Eichenwäldern und in anderen Gegenden, die mit Eichen bewachsen sind. Sie fliegen vom Mai bis in den Sommer.

## Lebensweise
Die Weibchen legen ca. 50 bis 60 Eier an Zweigen, bevorzugt in der oberen Hälfte der Baumkronen, ab. Sie legen dabei je zwei Eier in Paaren in einer klebrigen Masse zusammen. Auf dieser Masse haftender Staub und darauf wachsende Algen sind eine gute Tarnung. Die Larven schlüpfen erst nach einer Überwinterung im nächsten Mai. Sie fressen sich in bereits geöffnete Knospen, denn sie können keine geschlossenen aufbohren. Die jungen Larven fressen junge Blätter, erst im dritten Larvenstadium beginnen sie Blätter einzuspinnen um sie so von innen aufzufressen. Die Raupen ernähren sich überwiegend von Eichenblättern, aber auch von Pappeln (Populus), Birken (Betula), Ahorn (Acer), Hainbuchen (Carpinus), Buchen (Fagus), Weiden (Salix), Brennnessel (Urtica), Heidelbeeren (Vaccinium) und anderen Pflanzen. Sie benötigen drei bis vier Wochen, bevor sie sich in einem Blatt eingewickelt verpuppen. Nach weiteren drei bis vier Wochen schlüpfen die fertigen Falter.

### Flug- und Raupenzeiten
Die nacht- und dämmerungsaktiven Falter fliegen in einer Generation in den oberen Bereichen der Baumkronen. Man findet sie aber auch am Tag. Ihre Entwicklung kann in kalten Regionen auf zwei Jahre verlängert sein, in warmen Gebieten fliegen sie aber auch in zwei Generationen. Die Falter haben eine Lebenserwartung von nur 5 bis 10 Tagen.

## Schadwirkung
Der Eichenwickler ist ein gefürchteter Forstschädling. In Europa, etwa in den großen Eichenbeständen von Westfalen und des Rheinlandes, kommt es immer wieder zu Massenvermehrungen, die zum Kahlfressen von großen Teilen der Fraßpflanzen führen. Dies geschieht häufig im Flachland, in lockeren Wäldern oder an einzelnen, freistehenden Bäumen. Die Bäume werden dadurch stark geschwächt und können durch zusätzliche Faktoren wie z. B. Trockenheit absterben. Hinzu kommt, dass die nachwachsenden Blätter oft von Eichenmehltau (Microsphaera alphitoides) befallen werden. Gesunde Eichen können aber sogar einen mehrjährigen Befall überdauern. Manche Gebiete werden Jahr für Jahr unterschiedlich stark befallen, andere nur gelegentlich.